# Mandela: Droga do wolności
Mandela: Droga do wolności (ang. Mandela: Long Walk to Freedom) – brytyjsko-południowoafrykański film biograficzny z 2013 roku w reżyserii Justina Chadwicka.

## Opis fabuły
Film opowiada o działalności Nelsona Mandeli, pierwszego czarnoskórego prezydenta RPA, w tym o 27 latach, które spędził w więzieniu oraz o długiej walce z apartheidem. Scenariusz został oparty na książce Nelsona Mandeli Długa droga do wolności, która ukazała się w 1995 roku.

## Obsada
- Idris Elba jako Nelson Mandela
- Naomie Harris jako Winnie Mandela
- Riaad Moosa jako Ahmed Kathrada
- Zolani Mkiva jako Raymond Mhlaba
- Simo Mogwaza jako Andrew Mlangeni
- Fana Mokoena jako Govan Mbeki
- Thapelo Mokoena jako Elias Motsoaledi
- Jamie Bartlett jako James Gregory
- Deon Lotz jako Kobe Coetzee
- Terry Pheto jako  Evelyn Mase

## Nagrody i nominacje
Oscary 2014
- Najlepsza piosenka filmowa: „Ordinary Love” (U2) – nominacja

Złote Globy 2014
- Najlepsza rola męska w dramacie filmowym: Idris Elba – nominacja
- Najlepsza muzyka filmowa: Alex Heffes – nominacja
- Najlepsza piosenka filmowa: „Ordinary Love” (U2) – nagroda

BAFTA 2014
- Najlepszy brytyjski film: Justin Chadwick, Anant Singh, David M. Thompson, William Nicholson – nominacja

Critics' Choice Movie Awards 2014
- Najlepsza piosenka filmowa: „Ordinary Love” (U2) – nominacja

Czarne Szpule 2014
- Najlepszy film – nominacja
- Najlepszy aktor: Idris Elba – nominacja
- Najlepsza aktorka drugoplanowa: Naomie Harris – nominacja
- Najlepszy przełomowy występ aktorki: Lindiwe Matshikiza – nominacja

Złote Szpule 2014
- Najlepszy montaż muzyki w filmie pełnometrażowym – nominacja